# Billy van Duijl
Billy van Duijl (* 4. Oktober 2005 in Volendam, Provinz Noord-Holland) ist ein niederländischer Fußballspieler. Er spielt seit seiner Kindheit beim FC Volendam. Des Weiteren ist er ein niederländischer U18-Nationalspieler.

## Karriere

### Verein
Geboren und aufgewachsen in Volendam in der Provinz Noord-Holland, hatte Billy van Duijl beim ortsansässigen RAKV Volendam Fußball gespielt, bevor er im Jahr 2017 in die Jugendabteilung des Stadtnachbarn FC Volendam wechselte. Am 29. April 2022 gab er im Alter von 16 Jahren bei der 2:3-Niederlage im Zweitligaspiel beim FC Dordrecht sein Profidebüt. Van Duijl kam am letzten Spieltag zu einem weiteren Einsatz; der FC Volendam stieg zum Saisonende in die Eredivisie auf. Im Oberhaus kam er nur sporadisch zum Einsatz.

### Nationalmannschaft
Billy van Duijl spielte für die U18 der Niederlande und kam dabei zu vier Einsätzen.